# Chiesa di San Vincenzo (Mirabello Monferrato)
La chiesa di San Vincenzo è la parrocchiale di Mirabello Monferrato, in provincia di Alessandria e diocesi di Casale Monferrato; fa parte dell'unità pastorale Madonna dell'Argine – San Giovanni Bosco.

## Storia

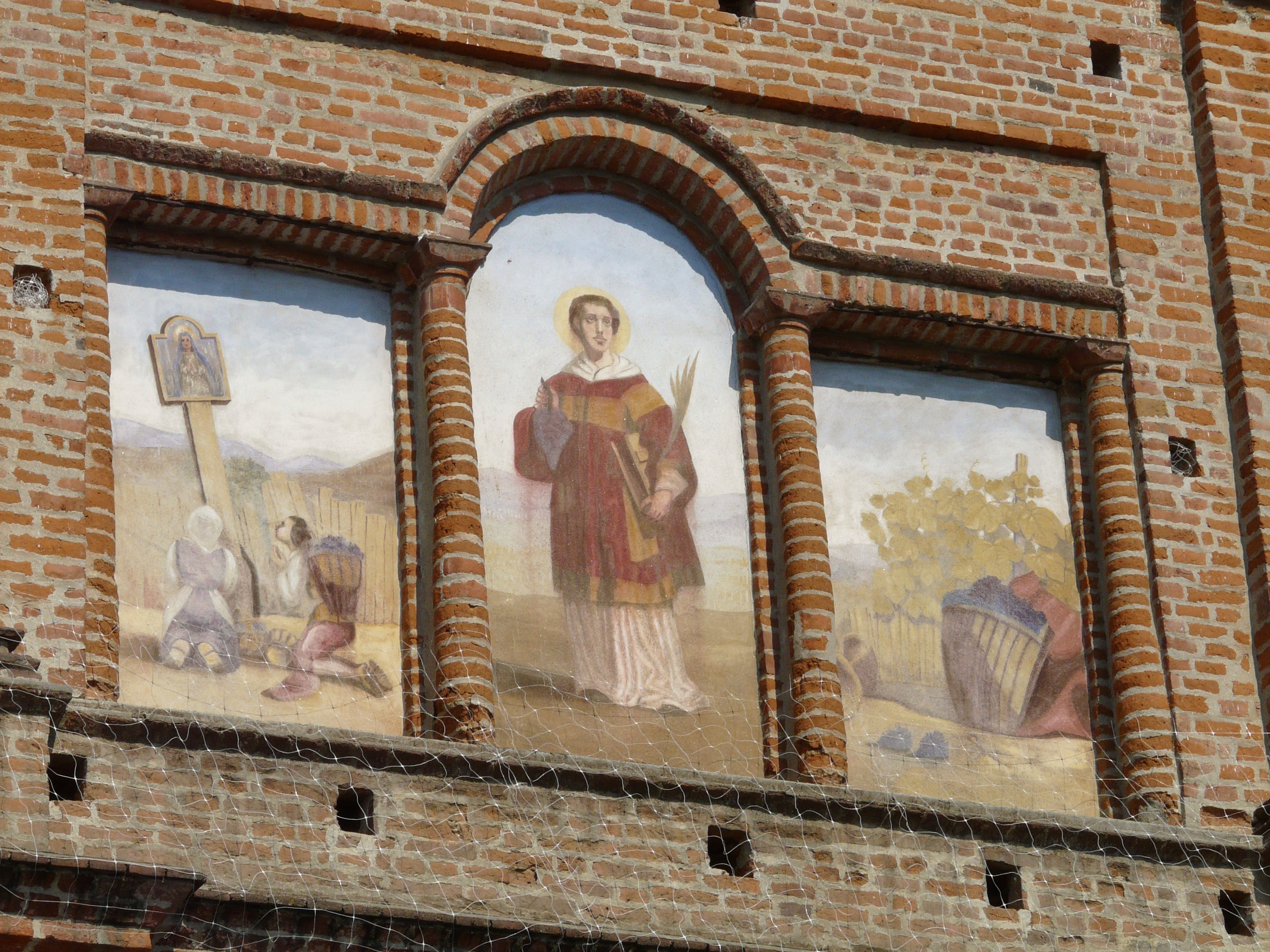
Particolare della facciata

La prima menzione, seppur indiretta, di una chiesa a Mirabello dedicata a San Vincenzo risale al 1192; l'edificio fu menzionato nuovamente nel 1202 e da un documento datato 1299 s'apprende che era filiale della pieve di Mediliano.
Nel 1474 la chiesa passò dall'arcidiocesi di Vercelli alla diocesi di Casale Monferrato.
L'attuale parrocchie parrocchiale venne costruita nel 1562 per interessamento della signora Marina Battezzati; la consacrazione fu impartita nel 1620 dal vescovo di Casale Monferrato Scipione Pascale.
Nel 1642 la chiesa venne profanata da truppe spagnole che la depredarono e che appiccarono fuoco alla torre campanaria.

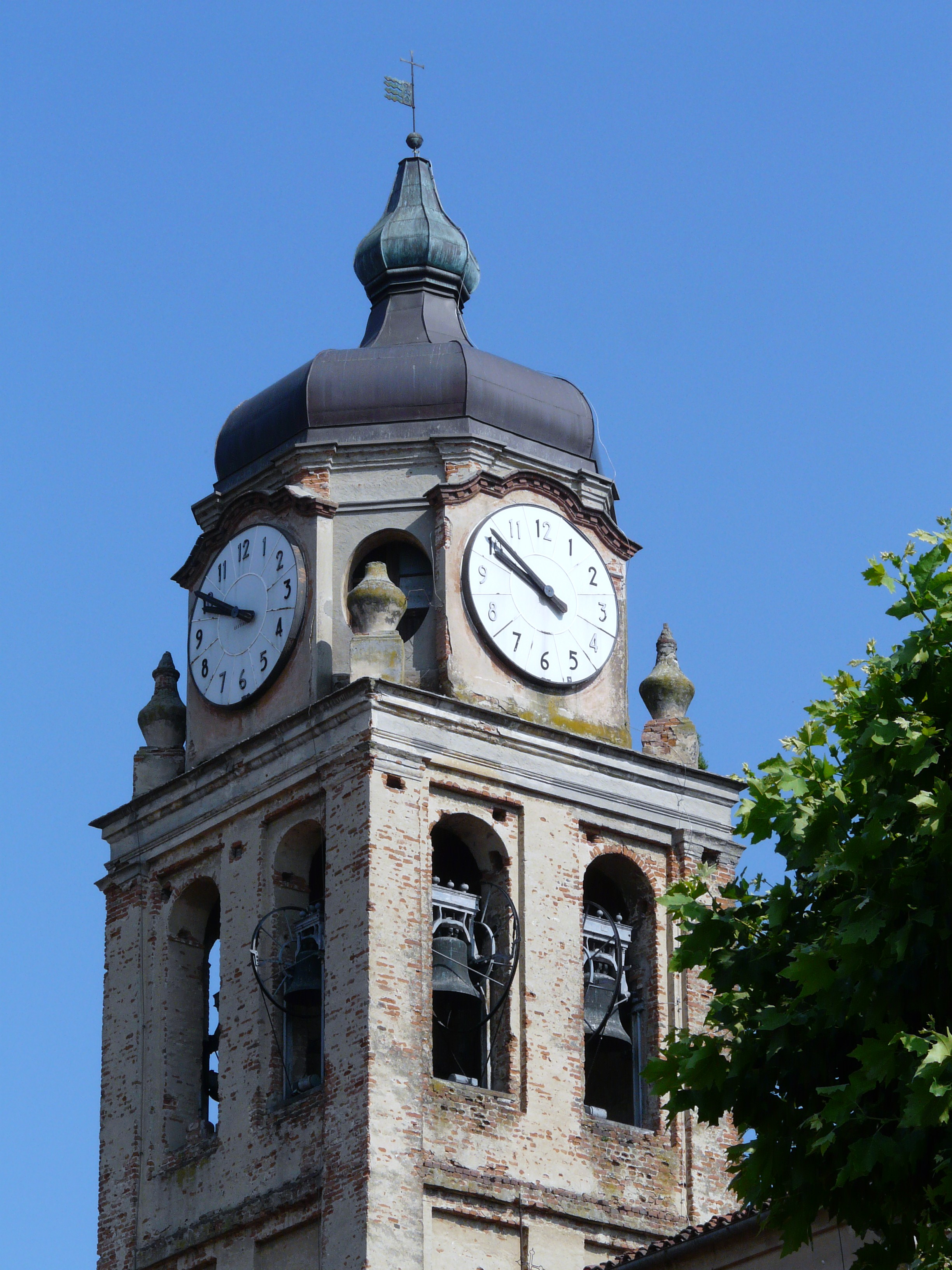
Il campanile

Nel 1671 la parrocchiale fu dotata di un organo con 350 canne realizzato da Andrea Gavinelli. Tra il 1860 e il 1865 l'edificio venne interessato da importanti lavori di restauro, in occasione dei quali furono rifatti il pavimento del presbiterio, l'atrio, la bussola e la cantoria; venne pure realizzato un nuovo organo con 1620 canne, opera di Giacomo e Luigi Lingiardi.
Nel 1924 fu ristrutturato l'interno della chiesa, mentre nel 1947 venne rimosso l'intonaco della facciata in modo che essa si presentasse con i mattoni a faccia vista.
La parte superiore della parrocchiale fu poi restaurato tra il 2013 e il 2014.

## Descrizione

### Esterno
La facciata, che è a salienti, è spartita in due registri da una cornice marcapiano; l'ordine inferiore presenta quattro coppie di lesene binate e tre portali, quello superiore, al culmine del quale vi è il timpano triangolare, due coppie di lesene binate due coppie di pinnacoli e una serliana cieca caratterizzata da un dipinto il cui soggetto è San Vincenzo.

### Interno
Opere di pregio conservate all'interno, che è a tre navate, sono l'altare maggiore, consacrato dal vescovo di Casale Monferrato Giuseppe Luigi Avogadro l'11 giugno 1764, gli stalli del coro in legno di noce, la statua raffigurante San Vincenzo, scolpita nel 1876 dal professor Antonini, gli affreschi ritraenti Vincenzo e Valerio davanti al giudice Daciano e  San Vincenzo in prigione confortato dagli angeli, eseguiti da Eugenio Brunati nel 1863, la tela vente come soggetto la Madonna del Rosario, presso la quale vi sono le quindici formelle dei Misteri del Rosario, il quadro del Battesimo di Cristo, dipinto da Eugenio Brunati probabilmente nel 1863, l'altare della Madonna Ausiliatrice, costruito in marmo di Carrara nel 1872 grazie alla donazione di tale Giuseppe Rogna, e la Via Crucis, realizzata nel 1844 dai fratelli Ivaldi.